# Пивоваров, Виктор Фёдорович
Виктор Фёдорович Пивоваров – советский и российский учёный в области селекции и семеноводства овощных культур, академик РАСХН (1995), академик РАН (2013).

## Биография
Родился 18.04.1942 г. в с. Коповка Пачелмского района Пензенской области. Окончил Пензенский СХИ (1964).
- 1964—1965 преподаватель ПТУ г. Бедно-Демьяновска Пензенской области,
- 1965—1967 агроном совхоза,
- 1967—1968 инженер-почвовед Чувашского СХИ.
- 1968—1974 аспирант, старший научный сотрудник ВНИИ селекции и семеноводства овощных культур
- 1975—1981 руководитель группы специалистов АН СССР и ВАСХНИЛ в Республики Куба
- заведующий отделом экологии (1981—1983), зам. директора по научной работе (1984—1992), директор (с 1992—2017 ) ФГБНУ «Всероссийский НИИ селекции и семеноводства овощных культур», с 2017—н.в научный руководитель ФГБНУ «Федеральный научный центр овощеводства»

Соавтор 125 сортов и гибридов овощных культур.
Доктор сельскохозяйственных наук (1986), профессор (1989), академик РАСХН (1995), академик РАН (2013).
Лауреат Государственной премии РФ в области науки и техники, премии Правительства РФ. Заслуженный деятель науки Российской Федерации (1998). Награжден орденом Почёта (2006), Звездой Вернадского I степени (2000), медалями «Имени академика С. П. Королева» (1996), «Имени академика М. В. Келдыша» (1995), «В память 850-летия Москвы» (1997), «Маршал Жуков» (1997), Почётной грамотой Президента Российской Федерации (2024).
Создал научную школу экологической селекции овощных культур на комплексную устойчивость к стрессовым факторам среды. Под его руководством подготовлены 45 кандидатов, 18 докторов наук в России, Украине, Узбекистане, Туркменистане, Республике Куба.
Опубликовал свыше 630 научных работ. Получил 17 авторских свидетельств и патентов на изобретения.
Книги:
- Экологическая селекция томата / соавт. М. Х. Арамов. — М., 1996. — 232 с.
- Селекция и семеноводство тыквенных культур в России / соавт.: О. В. Юрина, Н. Н. Балашова. — М., 1998. — 424 с.
- Селекция и семеноводство овощных культур: в 2 т. — М., 1999. — Т. 1-2.
- Экологические основы селекции и семеноводства овощных культур / соавт. Е. Г. Добруцкая; Всерос. НИИ селекции и семеноводства овощных культур. — М., 2000. — 592 с.
- Луковые культуры / соавт.: И. И. Ершов, А. Ф. Агафонов. — М., 2001. — 500 с.
- Селекция томата, перца и баклажана на адаптивность / соавт.: М. И. Мамедов, О. Н. Пышная. — М., 2002. — 442 с.
- Лекарственные растения Среднего Поволжья: учеб. пособие для студентов... / соавт.: А.Н. Кшникаткина и др.; ФГОУ ВПО "Пенз. гос. с.-х. акад."- М.: ВНИИССОК, 2005. - 455 с.
- Овощи России / Всерос. НИИ селекции и семеноводства овощных культур. - М.; Можайск, 2006. - 384 с.
- Селекция и семеноводство овощных культур. - 2-е изд., перераб. и доп. - М.: ВНИИССОК, 2007. - 807 с.
- Интродукция и селекция овощных культур для создания нового поколения продуктов функционального действия: моногр. / соавт.: П.Ф. Кононков и др.; Всерос. НИИ селекции и семеноводства овощных еультур. - М.: РУДН, 2008. - 170 с.
- Биологически активные соединения овощей=Biologically active vegetable compounds / соавт.: Н.А. Голубкина и др.: Всерос. НИИ селекции и семеноводства овощных культур. - М., 2010. - 198 с.
- Селекция и семеноводство овощных культур: учеб. пособие / соавт.: Г.А. Старых и др.: ФГБОУ ВПО " Рос. гос. аграр. заоч. ун-т". - М., 2011. - 76 с.
- Глобальный экологический кризис. Проблемы и решения / соавт.: Н.А. Голубкина и др.; ГНУ Всерос. НИИ селекции и семеноводства овощных культур. - М., 2013. - 209 с.
- Создание и выделение исходного материала салата латука (Lactuca sativa L.) для селекции на стабильно низкое накопление кадмия в продукции:(методика) / соавт.: Е.Г. Добруцкая и др.; ГНУ Всерос. НИИ селекции и семеноводства овощных культур. - М.: ВНИИССОК, 2014. - 35 с.